# Socket AM4
El Socket AM4, també conegut com a PGA 1331, és un sòcol de CPU utilitzat pels processadors d'AMD basats en les micro-arquitectures Zen i Excavator. AM4 was launched on September 5, 2016 with the release of Bristol Ridge APU's.
El Socket AM4 conté 1331 receptacles de pins i és el primer sòcol d'AMD en oferir suport per a memòries RAM DDR4 i unir en una mateixa configuració les gammesde processadors bàsics i d'alt rendiment de l'empresa.